# Dietmar Baurecht
Dietmar Baurecht (* 1973 in Mödling, Niederösterreich) ist ein österreichischer Politiker der Sozialdemokratischen Partei Österreichs (SPÖ). Seit dem 10. Oktober 2022 ist er Bezirksvorsteher des 15. Wiener Gemeindebezirks Rudolfsheim-Fünfhaus.

## Leben

### Ausbildung und Beruf
Dietmar Baurecht verbrachte seine ersten Lebensjahre in Wien in Mauer (Liesing) und Favoriten, später übersiedelte er mit seinen Eltern ins Burgenland. Ein Studium der Theaterwissenschaft an der Universität Wien schloss er als Magister ab.
Ab 2003 war er im Regionalmanagement der Burgenland GmbH und danach in der Wirtschaftsagentur Burgenland im Projektmanagement tätig. Für die Burgenländische Volkszeitung war er als Kulturjournalist tätig, unter anderem war er in dieser Funktion Jurymitglied beim Österreichischen Musiktheaterpreis. Ab 2009 setzte er sich ehrenamtlich für Kunst- und Kulturschaffende im 15. Wiener Gemeindebezirk Rudolfsheim-Fünfhaus ein, 2014 wurde er Obmann des Kulturvereins Rudolfsheim.

### Politik
In Bad Sauerbrunn gehörte er dem Gemeinderat an. In Rudolfsheim-Fünfhaus war er ab 2015 als Bezirksrat Mitglied der Bezirksvertretung und des Kulturausschusses und später Vorsitzender der Verkehrskommission.
Am 10. Oktober 2022 wurde er bei einer Sondersitzung der Bezirksvertretung Rudolfsheim-Fünfhaus zum Bezirksvorsteher gewählt und von Bürgermeister Michael Ludwig angelobt. Er folgte in dieser Funktion Gerhard Zatlokal nach. Nach der Bezirksvertretungswahl in Wien 2025 wurde er im Juni 2025 als Bezirksvorsteher bestätigt.

## Publikationen (Auswahl)
- 2006: Cselley Mühle Oslip. 30 Jahre Kultur- und Aktionszentrum, Ed. lex liszt 12, Oberwart 2006, ISBN 978-3-901757-49-5.